# Dimitris Levantinos
Dimitris Levantinos (griechisch Δημήτρης Λεβαντινός, * 8. September 1997 in Athen) ist ein griechischer Leichtathlet, der sich auf den 400-Meter-Hürdenlauf spezialisiert hat.

## Sportliche Laufbahn
Erste internationale Erfahrungen sammelte Dimitris Levantinos beim Europäischen Olympischen Jugendfestival (EYOF) 2013 in Utrecht, bei dem er in 53,39 s den vierten Platz über 400 m Hürden belegte. Im Jahr darauf siegte er in 52,88 s bei den Balkan-Juniorenmeisterschaften in Serres über die Hürden sowie in 3:13,79 min auch mit der griechischen 4-mal-400-Meter-Staffel. Im Jahr darauf verteidigte er bei den Balkan-Juniorenmeisterschaften in Pitești in 53,20 s und 3:12,72 min seine Titel, ehe er bei den Junioreneuropameisterschaften in Eskilstuna mit der Staffel im Finale disqualifiziert wurde. Zudem begann er im selben Jahr ein Studium an der University of Texas Rio Grande Valley in den Vereinigten Staaten. 2016 belegte er bei den U20-Balkan-Meisterschaften in Bolu in 53,97 s den vierten Platz über 400 m Hürden und 2022 gelangte er bei den Balkan-Meisterschaften in Craiova mit 51,94 s auf den fünften Platz und kam im Staffelbewerb nicht ins Ziel. Im Jahr darauf wurde er bei der 1. Liga der Team-Europameisterschaft im Rahmen der Europaspiele in Chorzów in 51,29 s Siebter im B-Lauf über 400 m Hürden. Anschließend belegte er bei den Balkan-Meisterschaften in Kraljevo in 52,17 s den siebten Platz. 2024 belegte er bei den Balkan-Meisterschaften in Izmir in 50,33 s den vierten Platz im Hürdenlauf und gelangte auch im Staffelbewerb mit 3:10,47 min auf Rang vier. Kurz darauf schied er bei den Europameisterschaften in Rom mit 51,13 s im Vorlauf über die Hürden aus.
2025 wurde er bei der 1. Liga der Team-Europameisterschaft in Madrid in 51,24 s Siebter im B-Lauf über 400 m Hürden und anschließend belegte er bei den Balkan-Meisterschaften in Volos in 51,01 s den vierten Platz. 
In den Jahren von 2023 bis 2025 wurde Levantinos griechischer Meister im 400-Meter-Hürdenlauf. Zudem wurde er 2024 und 2025 Hallenmeister in der Mixed-Staffel.

## Persönliche Bestzeiten
- 400 Meter Hürdenlauf: 50,33 s, 25. Mai 2024 in Izmir